# 太陽峰山區自治體
太陽峰（英文：Sun Peaks）或是音譯為桑皮克斯，是一個位於加拿大英屬哥倫比亞省湯普森-尼古拉地區的一個山區度假村行政區的特別自治體地區，於2010年6月28日建制。社區主要圍繞於太陽峰山區度假村，距離最近城市的甘露市約55公里。太陽峰約有616人住戶和多於900人非定居民於此置產。

## 設施和活動

### 太陽峰山區度假村
太陽峰山區度假村（英文：Sun Peaks Resort）為英屬哥倫比亞省第一個山區度假村行政區，擁有多種活動如滑雪、登山、高爾夫、雪鞋、雪橇，為英屬哥倫比亞省內陸最大度假區，也因此有多民宿和旅館於太陽峰山區度假村附近。太陽峰山區度假村為太陽峰山區度假村行政區之主要亮點，但其為企業經營而非屬於區政府管轄。

### 市政管轄
太陽峰山區度假村行政區亦有太陽峰學校，為此區內唯一之教育機構；服務幼稚園至中學之教育。此外另有設置別於太陽峰山區度假村管轄之太陽峰中心，其中設有溜冰場、室內球場、廚房教室、健身房等設施。區域內亦有太陽峰消防隊負責此山林地區。

## 交通
此地區主要以道路聯通，並且未有公共交通系統服務，僅有太陽峰山區度假村之接駁公車，為太陽峰山區度假村管轄而非自治區政府。
以下為太陽峰距離最近機場和城鎮的里程：
| 機場         | 英文                    | 距離               |
| ------------ | ----------------------- | ------------------ |
| 甘露機場     | Kamloops Airport        | 42.1 km（26.2 mi） |
| 薩蒙阿姆機場 | Salmon Arm Airport      | 52.7 km（32.7 mi） |
| 弗農地區機場 | Vernon Regional Airport | 81.3 km（50.5 mi） |

| 市/村/鎮   | 英文       | 距離               |
| ---------- | ---------- | ------------------ |
| 甘露市     | Kamloops   | 37.4 km（23.2 mi） |
| 薩蒙阿姆市 | Salmon Arm | 49 km（30 mi）     |
| 巴里耶爾鎮 | Barriere   | 37.1 km（23.1 mi） |
| 翠絲村     | Chase      | 17 km（11 mi）     |

社區內主要道路依據重要性可分為兩級：主要（Arterial）和地區（Local）。其中亦有因應雪鞋活動和登山徑之區域步道（Valley Trails）。社區僅有一處主要連通出口和主要道路：太陽峰路（Sun Peaks Rd.）；至度假區後依序接續溪邊通（Creekside Wy.）村莊通（Village Wy.）和村莊道（Village Dr.）。

## 統計資料
根據加拿大統計局2021年加拿大人口普查，太陽峰共有1,404人居住在其1,506戶私人住宅中的622戶，相比2016年的616戶減少了127.9% 。此外此地區土地面積為40.85 km2（15.77 sq mi），人口密度為34.4人/平方公里（89.0人/平方英里）。

## 資料來源
1. ↑   (XLS). British Columbia Ministry of Communities, Sport and Cultural Development.   [November 2, 2014]. （原始内容存档于2014-07-13）.
2. ↑  .   [2022-05-31]. （原始内容存档于2021-03-02）.
3. ↑  .   [2022-05-31]. （原始内容存档于2019-02-17）.
4. ↑  . Vancouver Sun. June 25, 2010  [July 2, 2011].
5. ↑  .   [2022-05-31]. （原始内容存档于2020-10-28）.
6. ↑  .   [2022-05-31]. （原始内容存档于2022-05-31）.
7. ↑  .   [2022-05-31]. （原始内容存档于2022-05-31）.
8. ↑  https://sunpeaks.civicweb.net/document/9041/
9. ↑  . Statistics Canada. February 9, 2022  [February 20, 2022]. （原始内容存档于2022-02-10）.

## 外部連結
- 维基导游上有關太陽峰的旅行指南
- 官方网站